# Paul Lim
Paul Lim Leong Hwa, besser bekannt als Paul Lim (chinesisch 林良華 / 林良华, Pinyin Lín Liánghuá; * 25. Januar 1954 in Singapur), ist ein Dartspieler aus Singapur. Bekannt wurde er durch seinen 9-Darter bei der BDO-Weltmeisterschaft 1990, der zugleich der erste 9-Darter bei einer Weltmeisterschaft war.

## Karriere
Paul Lim begann seine Karriere 1981 in der BDO und debütierte bei der Weltmeisterschaft im Jahr 1982. Dort scheiterte er bereits in Runde 1. Im Jahr 1990 erreichte er das einzige Mal in seiner Karriere das Viertelfinale einer WM.
1994 wechselte er zur PDC (damals noch bekannt als World Darts Council), die sich erst zwei Jahre zuvor gegründet hatte. Er erreichte dort allerdings nie nennenswerte Erfolge.
Er war außerdem Bestandteil des Singapur-Teams beim World Cup of Darts. Obwohl er seine Profikarriere bereits 2014 beendete, wurde er für den World Cup of Darts 2015 eingeladen. Er schied zusammen mit Harith Lim in Runde 1 gegen Schottland aus. In der ersten Runde des World Cup of Darts 2017 traf er erneut gemeinsam mit Harith Lim auf Schottland. Die beiden besiegten Gary Anderson und Peter Wright und sorgten damit für eine große Überraschung. Am 18. Dezember 2017 sorgte Lim im Alter von 63 Jahren für eine weitere Überraschung, als er bei der PDC World Darts Championship 2018 in der 1. Runde Mark Webster mit 3:2 Sets schlug und in die 2. Runde des Turniers einzog. Erstmals seit 2015 konnte sich somit wieder ein Teilnehmer der Vorrunde für die 2. Runde der WM qualifizieren. Erneut in die 2. Runde schaffte es Lim bei der PDC World Darts Championship 2021, als er zuvor in seinem Erstrundenspiel nach einem 0:2-Rückstand gegen Luke Humphries Matchdarts gegen ihn überstand und am Ende mit 3:2 siegte. Bei der PDC World Darts Championship 2022 schied er in der 1. Runde aus.
Im Kalenderjahr 2022 nahm Lim wieder vermehrt an Turnieren der World Darts Federation teil. Ihm gelangen dabei Turniersiege bei den Japan Open und dem Bud Brick Memorial. Beim World Cup of Darts schied Lim gemeinsam mit Harith Lim bereits im ersten Spiel gegen Dänemark aus. Bei der erstmals ausgetragenen PDC Asian Championship 2022 Ende September nahm Lim ebenfalls teil. Nachdem er sich in seiner Vorrundengruppe durchsetzen konnte, traf Lim im Achtelfinale auf den Japaner Tōru Suzuki, gegen den er trotz 170er-Finish und Aufholjagd mit 4:5 verlor. Lim verpasst somit zum ersten Mal seit sechs Jahren wieder die PDC-WM.
Anfang Dezember nahm Lim dafür am WDF World Masters teil, wo er nach überstandener Gruppenphase in seinem ersten K.-o.-Match gegen Heine Uuldriks aus den Niederlanden verlor.
Ende Mai 2023 gewann Lim die Ulaanbaatar Open, ein Turnier der World Darts Federation (WDF) in der Mongolei. Er setzte sich dafür gegen den Chinesen Lihao Wen mit 4:2 im Finale durch. Ein Jahr später verteidigte er seinen Titel, dieses Mal mit einem 5:1-Erfolg über Royden Lam aus Hongkong. Bei den Mongolian Open zuvor scheiterte Lim im Halbfinale am späteren Titelträger Nitin Kumar.
Bei der WDF World Darts Championship 2024 war Lim als Vertreter der WDF Regional Ranking Table Asia qualifiziert. Ein gutes erstes Spiel lieferte er sich mit Moreno Blom, den er mit 2:0 besiegte und somit auf den gesetzten Spieler Kai Fan Leung traf. Lim ging mit 2:0 in Führung, Leung kam jedoch nochmal ins Spiel zurück, sodass ein letzter Satz vonnöten war. Diesen gewann Lim und sorgte für seinen ersten Achtelfinaleinzug bei einer WM seit 2001. In diesem Spiel gegen Gary Stone ging Lim mit 1:2 in Rückstand, konnte diesen aber ebenfalls aufholen und mit zweimal 3:0 ins Viertelfinale einziehen. Hierbei traf er auf Jarno Bottenberg, wobei die Sätze abwechselnd auf die Spieler verteilt wurden. Lim behielt auch hier am Ende die Oberhand und erreichte somit erstmals in seiner Karriere das Halbfinale einer WM. In seinem ergebnismäßig besten Spiel besiegte er den letzten gesetzten Spieler im Turnier, den US-Amerikaner Jason Brandon mit 5:0 und gewann dabei 14 Legs in Folge. Somit spielte Lim am Ende das Finale des Turniers gegen den bis dato ohne Satzverlust gebliebenen Shane McGuirk. Zunächst sah es so aus, als würde es dabei auch bleiben, dann gewann Lim jedoch Satz fünf und kam letztlich zum Gewinn zweier weitere Sätze. McGuirk erwies sich jedoch letztlich als zu stark und gewann den neunten Satz mit 3:0, womit Lim am Ende mit 3:6 verlor und Vizeweltmeister der WDF wurde.
Ende Januar gewann Lim Turnier vier der PDC Asian Tour. Auch Turnier Nummer zwölf Anfang Mai konnte er für sich entscheiden. Mitte Mai gewann Lim die Mongolian Open, indem er sich im Finale gegen den Mongolen Ganzorig Lkhagvasüren mit 5:1 durchsetzte. Beim World Cup of Darts 2025 ging Lim außerdem wieder für Singapur an den Start. Zusammen mit Phuay Wei Tan siegte er im ersten Gruppenspiel mit 4:2 gegen José de Sousa und Bruno Nascimento aus Portugal, schieden daraufhin aber mit dem gleichen Ergebnis gegen Martin Schindler und Ricardo Pietreczko aus Deutschland aus.

## Weltmeisterschaftsresultate

### BDO
- 1982: 1. Runde (0:2-Niederlage gegen  Dave Whitcombe)
- 1983: 2. Runde (1:3-Niederlage gegen  Cliff Lazarenko)
- 1984: 1. Runde (0:2-Niederlage gegen  Mike Gregory)
- 1985: 1. Runde (0:2-Niederlage gegen  Cliff Lazarenko)
- 1986: 2. Runde (0:3-Niederlage gegen  Peter Locke)
- 1987: 2. Runde (1:3-Niederlage gegen  Bob Anderson)
- 1988: 2. Runde (1:3-Niederlage gegen  John Lowe)
- 1989: 2. Runde (2:3-Niederlage gegen  John Lowe)
- 1990: Viertelfinale (0:4-Niederlage gegen  Cliff Lazarenko)
- 1991: 1. Runde (0:3-Niederlage gegen  Alan Warriner)
- 1992: 2. Runde (0:3-Niederlage gegen  John Lowe)
- 1994: 2. Runde (0:3-Niederlage gegen  John Part)

### PDC
- 1997: Gruppenphase (1:3-Niederlage gegen  John Lowe und 2:3-Niederlage gegen  Jamie Harvey)
- 1998: Gruppenphase (0:3-Niederlage gegen  Peter Evison und 1:3-Niederlage gegen  John Part)
- 1999: 1. Runde (0:3-Niederlage gegen  John Lowe)
- 2000: 1. Runde (0:3-Niederlage gegen  Alan Warriner)
- 2001: Achtelfinale (2:3-Niederlage gegen  Alan Warriner)
- 2002: 1. Runde (0:4-Niederlage gegen  Dennis Smith)
- 2013: 1. Runde (0:3-Niederlage gegen  Michael van Gerwen)
- 2014: Vorrunde (2:4-Niederlage gegen  Morihiro Hashimoto)
- 2016: Vorrunde (1:2-Niederlage gegen  Alexander Lwowitsch Oreschkin)
- 2018: 2. Runde (1:4-Niederlage gegen  Gary Anderson)
- 2019: 1. Runde (1:3-Niederlage gegen  Ross Smith)
- 2020: 1. Runde (0:3-Niederlage gegen  Luke Woodhouse)
- 2021: 2. Runde (0:3-Niederlage gegen  Dimitri Van den Bergh)
- 2022: 1. Runde (2:3-Niederlage gegen  Joe Murnan)

### WDF
- 2024: Finale (3:6-Niederlage gegen  Shane McGuirk)

### WSD
- 2022: 1. Runde (1:3-Niederlage gegen  Dave Prins)

## Softdart (E-Dart)
Paul Lim gilt als einer der besten Softdartspieler der Welt. Er ist 6-maliger Grand Master singles Sieger.

## Besonderes
Zum Beginn seiner Darts-Karriere musste Paul Lim für Papua-Neuguinea und nach einem Umzug in die Vereinigten Staaten für die USA an den Start gehen, da sein Heimatland Singapur damals kein Mitglied der World Darts Federation war. Beim WDF World Cup 2019 trat Lim für Hongkong an.
1990 warf Lim den ersten 9-Darter bei einer Weltmeisterschaft. Es war zudem der zweite 9-Darter vor TV-Kameras, nach dem von John Lowe im Jahr 1984. Lim erhielt dafür eine Prämie von £ 52.000. Er bekam damit mehr Geld als der spätere Sieger Phil Taylor (£ 24.000). Bis heute blieb dies das einzige Nine dart finish bei einer Weltmeisterschaft der British Darts Organisation. Bei der PDC-WM 2018 warf er in Runde zwei gegen Gary Anderson fast einen weiteren 9-Darter, er scheiterte erst beim neunten Dart auf Doppel zwölf.
Mit seiner Teilnahme an der PDC World Darts Championship 2022 wurde Lim zum ältesten Spieler, der jemals an einer PDC-WM teilgenommen hat. Mit 67 Jahren und 326 Tagen überholte er den Nordiren John MaGowan, welcher bei der WM 2009 67 Jahre und 202 Tage alt war. Mit seiner Teilnahme am Finale der WDF-Weltmeisterschaft 2024 verbesserte er die Marke für Weltmeisterschaften im Allgemeinen noch einmal auf 70 Jahre und 318 Tage.